# Chojno (powiat brodnicki)
Chojno – wieś w Polsce położona w województwie kujawsko-pomorskim, w powiecie brodnickim, w gminie Bobrowo.

## Podział administracyjny
W latach 1975–1998 miejscowość należała administracyjnie do województwa toruńskiego.

## Historia wsi
Pierwsze wzmianki o wsi Chojno pochodzą z czasów bitwy pod Grunwaldem, gdzie wieś ponosi szkody wojenne. Jednak fakt istnienia grodziska wczesnośredniowiecznego wskazuje na wczesne osadnictwo na tym terenie. W późniejszych wiekach Chojno było wsią szlachecką we władaniu różnych właścicieli.

### Osadnictwo w Chojnie

#### Historia
Dawny majątek szlachecki wspomniany po raz pierwszy w 1340 roku. W latach 1731–1786 właścicielami byli Adam Łyskowski i Karol Betlewski, potem kolejno: Karl Ludwig von Brauchitsch, Chlebowski, Bonkowski, Schluffelgeld, starosta Jan Wybicki. Od 1837 do 1888 Chojno było w rękach rodziny Freudenfeld. Następnie nabył je Franciszek Sowiński. Parcelacja nastąpiła w 1909 r.
Protestanci w Chojnie byli obecni od czasów pierwszego zaboru pruskiego. Według akt cmentarz ewangelicki założono w 1832, a rok później szkołę ewangelicką. Mimo to w XIX w. nie stanowili większości populacji wsi. Statystyki z lat 80. XIX w. stwierdzają, że było ich 36%. Proporcje zmieniły się wraz z parcelacją majątku w 1909 r. i zmianą statusu miejscowości z obszaru dworskiego na wieś gminną w 1910 r. Wtedy zniemczono nazwę na Fichtenwalde. Spis powszechny z 1921 stwierdził 79% protestanckich mieszkańców Chojna. Od 1898 uczęszczali do parafii ewangelickiej w Grzybnie, przedtem do Brodnicy.

#### Ludzie
Lista strat z I wojny światowej: Birkner, Brettschneider, Budzinski, Foedke, Gabriel. Gutowski, Klonowski, Przyjewski, Słupski, Speynowski, Suszinski, Szimanski, Zielinski.
Kalendarz Nauczycielski na rok 1925 - Walentyna Wiśniewska (nauczycielka).

## Obiekty zabytkowe
Na półwyspie jeziora Duże Chojno znajduje się wyżynne grodzisko wczesnośredniowieczne datowane na przełom XI/XII wieku. Obiekt został wpisany do rejestru zabytków 12 listopada 1969.

## Turystyka
Wieś Chojno położona jest w pobliżu Jeziora Chojno.